# Förbjudna fruar
Förbjudna fruar (Opernball) är en tysk musikalisk komedifilm från 1939 i regi av Géza von Bolváry. Filmen har manus av Ernst Marischka och bygger på Richard Heubergers operett Der Opernball från 1898.

## Rollista
- Heli Finkenzeller – Helene Hollinger
- Fita Benkhoff – Hanni
- Marte Harell – Elisabeth Dannhauser
- Hans Moser – Hatschek
- Paul Hörbiger – Georg Dannhauser
- Will Dohm – Paul Hollinger
- Theo Lingen – Phillip
- Theodor Danegger – Baron von Lamberg (ej krediterad)
- Erika von Thellmann – Baronessan von Lamberg (ej krediterad)